# Les Zybrides
Les Zybrides (Spliced) est une série télévisée d'animation canadienne composée de 52 épisodes de 11 minutes créée par Simon Racioppa et Richard Elliott, produite par Nelvana, diffusée d'abord aux États-Unis à partir du 19 septembre 2009 sur Qubo (en), puis au Canada à partir du 1er avril 2010 sur Teletoon.
Au Québec, la série a été diffusée à partir du 1er juillet 2010 sur Télétoon, et en France sur Nickelodeon depuis le 31 août 2009.

## Synopsis
Qu'est ce qu'un gorille à tête de poney, une vache-cochon à crête de coq et un rhinocéros à deux pattes ont en commun ? Ils vivent tous sur l'île NE-VIENS-PAS-LA ! Depuis l'arrestation de leur créateur pour «crime contre la nature» et «manque total de goût», Péri et Entrée, deux animaux génétiquement modifiés, se retrouvent livrés à eux-mêmes sur une île pas tout à fait déserte…

## Personnages

### Péri
Péri est un mutant de couleur orange d'une espèce indéterminée. Sa maison est un avion écrasé sur l'île. Il adore le bowling et jouer au "Bâton-Seau-Ballon-Fruit" avec son meilleur ami Entrée. Avec ce dernier, c'est le personnage principal de la série. On ne sait pas de quel animal il est constitué, mais on apprend dans l'épisode La Beauté du Papillon qu'il possède de l'ADN de papillon.

### Entrée
Entrée est le meilleur ami de Péri. C'est un mutant qui est à la fois poulet, cochon, vache et crevette. Sa maison est un four à pizza géant et son lit, un barbecue. Il marche à l'aide de ses pis qui ont chacun leur nom. Il adore manger, notamment de la mayonnaise. Dans l'épisode "Frères de lait", on découvre qu'il a un frère jumeau maléfique nommé Apéritif.

### Joe Bipède et Lord Ailus Eternam
Joe Bipède est un rhinocéros dépourvu de bras sur lequel vit l'oiseau Lord Ailus Eternam, qui fut la première et la meilleure création du docteur. C'est le maire de la ville, chargé d'arrêter Péri et Entrée quand ceux-ci détruisent la ville.

### Patricia
Patricia est un ornithorynque vivant déjà sur l'île à l'arrivée du docteur. Elle se sent parfois très seule étant donné qu'elle est la seule non-mutant de toute l'île. Dans plusieurs épisodes, on la voit rédiger un livre appelé "Marie-Belle Mélo et le royaume de l'aventure". C'est un maître dans l'art martial du "Plat Kwon Do".

### Princesse Poney Mains d'Gorille
Princesse Poney Mains d'Gorille possède la tête et la queue d'un poney et le corps d'un gorille. C'est un des mutants les plus agressifs, mais à cause de ses capacités mentales de jeune fille, elle ne connaît pas sa force et fait du mal aux autres mutants en croyant jouer ou en leur faisant un câlin. Elle vit dans une cabane entièrement décorée de rose comme les habits qu'elle porte, un tutu et un diadème. Bien qu'elle soit une fille, sa voix est très grave.

### ChevalOrdi
ChevalOrdi est la combinaison entre un cheval et un ordinateur. Il ne peut pas bouger mais parle à l'aide d'un clavier avec une voix électronique, comme Stephen Hawking. Son meilleur ami est CalcuPoney.

### Fripon Toutmignon
Fripon est un explorateur qui échoue souvent dans ses tentatives d'explorer le monde au-delà de l'île. Il commence souvent ses phrases par ces mots : "Note d'expédition…". Bien que petit et mignon, la vraie personnalité de Fripon peut ressurgir (voir l'épisode "Sergent Toutmignon") dans des circonstances extrêmes, le transformant en une énorme masse de muscles.

### MrMalinle Hautain
Mr Malin le Hautain est la combinaison d'un dauphin, d'un écureuil, d'un Jack Russell Terrier avec un cerveau de singe très développé essayant de prendre le contrôle de l'île. Il vit dans le volcan avec son serviteur, Octochat.

### Octochat
Octochat résulte de la combinaison entre un chat et une pieuvre. C'est l'assisstante de Mr Malin le Hautain. Contrairement aux autres mutants, elle ne peut pas parler, seulement miauler. Mails les autres mutants semblent la comprendre.

### Lapin Dent-De-Scie
Composé d'un lapin, d'un requin et d'une tronçonneuse, le lapin dent-de-scie est le prédateur le plus dangereux de la série. Ressemblant à un lapin ordinaire, il dévoile, quand il est affamé ou en colère, une mâchoire de requin rétractile dont les dents sont celles d'une tronçonneuse et qui tourne à la manière de celle-ci. Il deviendra gentil dans l'épisode Pygma Lapin, grâce à l'aide Péri, mais redeviendra méchant vers la fin de l'épisode.

## Voix québécoises
- Renaud Paradis : Peri, Harold
- Louis-Philippe Dandenault : Entrée, Princesse Pony
- Marc-André Bélanger : Malin le Hautain
- Annie Girard : Patricia
- Aline Pinsonneault : Fuzzy
- Patrick Chouinard : Joe Bipède

 Source et légende : version québécoise (VQ) sur Doublage.qc.ca

## Liste des épisodes
1. Quille va là?
2. Ensemble pour toujours
3. Pas de jeux pour Princesse
4. Lavez, lavez
5. Plus malin que malin
6. Gordon
7. Des fées sans histoires
8. Frères de lait
9. Racines
10. Joe Deux-Bras
11. Mutant honoraire
12. Le côté obscur
13. Date de péremption
14. Mécontentement
15. L'Amazone
16. Le Jus
17. La bêtise, c'est n'avoir jamais à dire qu'on est désolé
18. Tape-Cube
19. La Fabuleuse Aventure de Fripon
20. Octocataclysmique
21. Des promesses, des promesses
22. Le Grand Stomp
23. Un petit goût d'amitié
24. Moins de sucres
25. Peri-Ordi
26. Marie-Belle Mélo et le royaume de l'aventure
27. Les mutants qui ont crié au loup
28. Rose
29. Viva la Vida Lava
30. Plus de mayo, plus de problèmes
31. Talkie-Walkie
32. Pygma-Lapin
33. Le pouvoir du savoir
34. Qui se ressemble s'assemble
35. A chacun son rêve
36. Maîtres et seviteurs
37. La Revanche des yétis
38. Et la revanche des clones aussi!
39. L'Appel du Balureuil
40. Le Cauchemar de Péri
41. La Beauté du papillon
42. Estomac en grève
43. Ce qui mérite d'être fait…
44. Sergent Toutmignon
45. Helène
46. Le Comte de Crabe ou le Prince des Pinces
47. L'Homme-Fusée
48. Taupesters dans la brume
49. Monsieur Grosse Caresse voyage dans le temps
50. Un peu de repos
51. Le Dénommé Lord Ailus
52. Poush et la Quête du Bargley du Barble